# StudioCanal
StudioCanal SAS (wcześniej znany jako Le Studio Canal+, Canal Plus, Canal+ Distribution, Canal+ Production i Canal+ Image, znany również jako StudioCanal International) – francuska wytwórnia filmowo-telewizyjna, zajmująca się produkcją, dystrybucją i finansowaniem, która jest właścicielem trzeciej co do wielkości biblioteki filmowej na świecie. Firma jest częścią Groupe Canal+, której właścicielem jest Vivendi.

## Historia
Wytwórnia została założona w 1988 roku przez Pierre'a Lescure'a jako spin-off płatnego kanału telewizyjnego Canal+. Pierwotnie miała specjalizować się we francuskiej i europejskiej produkcji, lecz później podpisała kontrakty z amerykańskimi studiami. Do najbardziej znanych produkcji wytwórni z jej wczesnych lat należą m.in. Terminator 2: Dzień sądu, JFK, Nagi instynkt, Na krawędzi, Liberator, Uwolnić orkę i Gwiezdne wrota. Była wówczas znana pod nazwami Le Studio Canal+ lub po prostu Canal+.
Inne filmy finansowane przez wytwórnię to U-571, Zabić drania i Dziennik Bridget Jones. StudioCanal finansowała również film Mulholland Drive. StudioCanal sfinansowała również produkcje francuskojęzyczne, takie jak m.in. Braterstwo wilków (który stał się drugim najbardziej dochodowym filmem francuskojęzycznym w USA w ciągu ostatnich dwóch dekad) i Intimate Strangers (przerabiana przez Paramount Pictures). Najbardziej znane hity kasowe wytwórni StudioCanal to m.in. Terminator 2: Dzień sądu (który zarobił 519 milionów dolarów), Nagi instynkt (który zarobił 352 miliony dolarów) i Turysta (który zarobił 278 milionów dolarów na całym świecie).

## Biblioteka filmowa
StudioCanal nabyło biblioteki filmowe od studiów, które albo przestały istnieć, albo połączyły się z nim przez lata; w rezultacie biblioteka firmy jest jedną z największych na świecie i liczy ponad 6000 tytułów.
StudioCanal jest właścicielem bibliotek następujących firm:
- Carolco Pictures[6][7], w tym:
  - The Vista Organization
  - Seven Arts (joint venture New Line Cinema)
- Paravision International, w tym:
  - Parafrance Films
  - De Laurentiis Entertainment Group[6][7][8], w tym:
    - Embassy Pictures[6][7][8][9]
- Lumiere Pictures and Television[10] (obecnie posiadane w wyniku przejęcia przez spółkę dominującą Canal+ Group, operatora kinowego UGC, który nabył te spółki za pośrednictwem Cannon Films), w tym:
  - EMI Films[11], w tym:
    - British Lion Films[11]
    - Anglo-Amalgamated[11], w tym:
      - Anglo-Amalgamated Film Distributors

    - Associated British Picture Corporation[11], w tym:
      - Associated British Corporation
      - Associated British Productions
      - British International Pictures[12]
      - Pathé News
      - Welwyn Studios[12]

  - Ealing Studios[11][13][14]
    - Associated Talking Pictures i Associated British Film Distributors

  - London Films[11]
- Studio Ghibli (tylko Wielka Brytania i Irlandia)
- Miramax (większość międzynarodowych domowych wydań wideo; 2011–2020)
- Hammer Film Productions (prawa do dystrybucji[15])
- Alexander Salkind/Pueblo Film Licensing (filmy inne niż Superman nie będące własnością Warner Bros.)
- Quad Cinema[16]
- Regency Enterprises (tylko prawa telewizyjne, Francja)
- Spyglass Entertainment (tylko prawa telewizyjne, Francja, kraje Beneluksu, Szwecja i Polska)

### Produkcja telewizyjna
StudioCanal posiada obecnie prawa do ponad 30 seriali telewizyjnych, w większości wyprodukowanych przez TANDEM Productions i Red Production Company, w tym m.in. Rewolwer i melonik, Rambo, Paranoid, Public Eye, Crazyhead, Take Two, Poszukiwany: żywy lub martwy, Przygody misia Paddingtona (2019) oraz międzynarodowe prawa do The Big Valley.